# Exploratorium
L'Exploratorium di San Francisco è un museo interattivo, dedicato interamente alla scienza. È stato fondato nel 1969 dal fisico statunitense Frank Oppenheimer, fratello minore del più noto Robert Oppenheimer, all'interno del Palace of Fine Arts, sede che ha mantenuto fino al 2 gennaio 2013. Dal 17 aprile dello stesso anno 2013 è stato trasferito ai moli 15 e 17 dell'Embarcadero. Con più di 500.000 visitatori all'anno è uno dei principali musei della città.

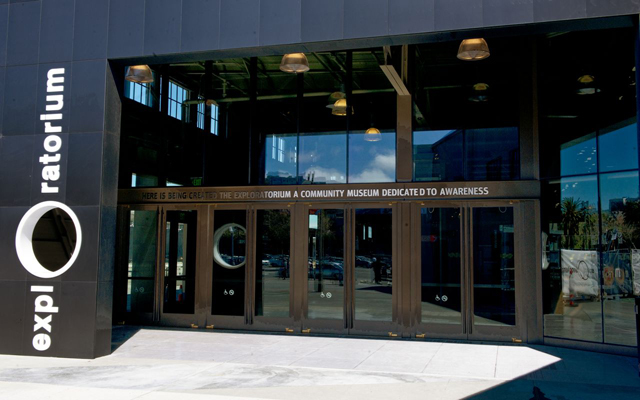
Nuova sede dell'Exploratorium

Il museo consente l'interazione dei visitatori con postazioni che consentono la sperimentazione diretta di principi della fisica e della scienza. Il museo nacque dall'idea del fisico sperimentale Frank Oppenheimer, il quale costruì personalmente più di cento postazioni per esperimenti che costituirono il primo nucleo del museo.